# Capasa poecila
Capasa poecila är en fjärilsart som beskrevs av Arnold Pagenstecher 1886. Capasa poecila ingår i släktet Capasa och familjen mätare. Inga underarter finns listade i Catalogue of Life.